# 천안새샘초등학교

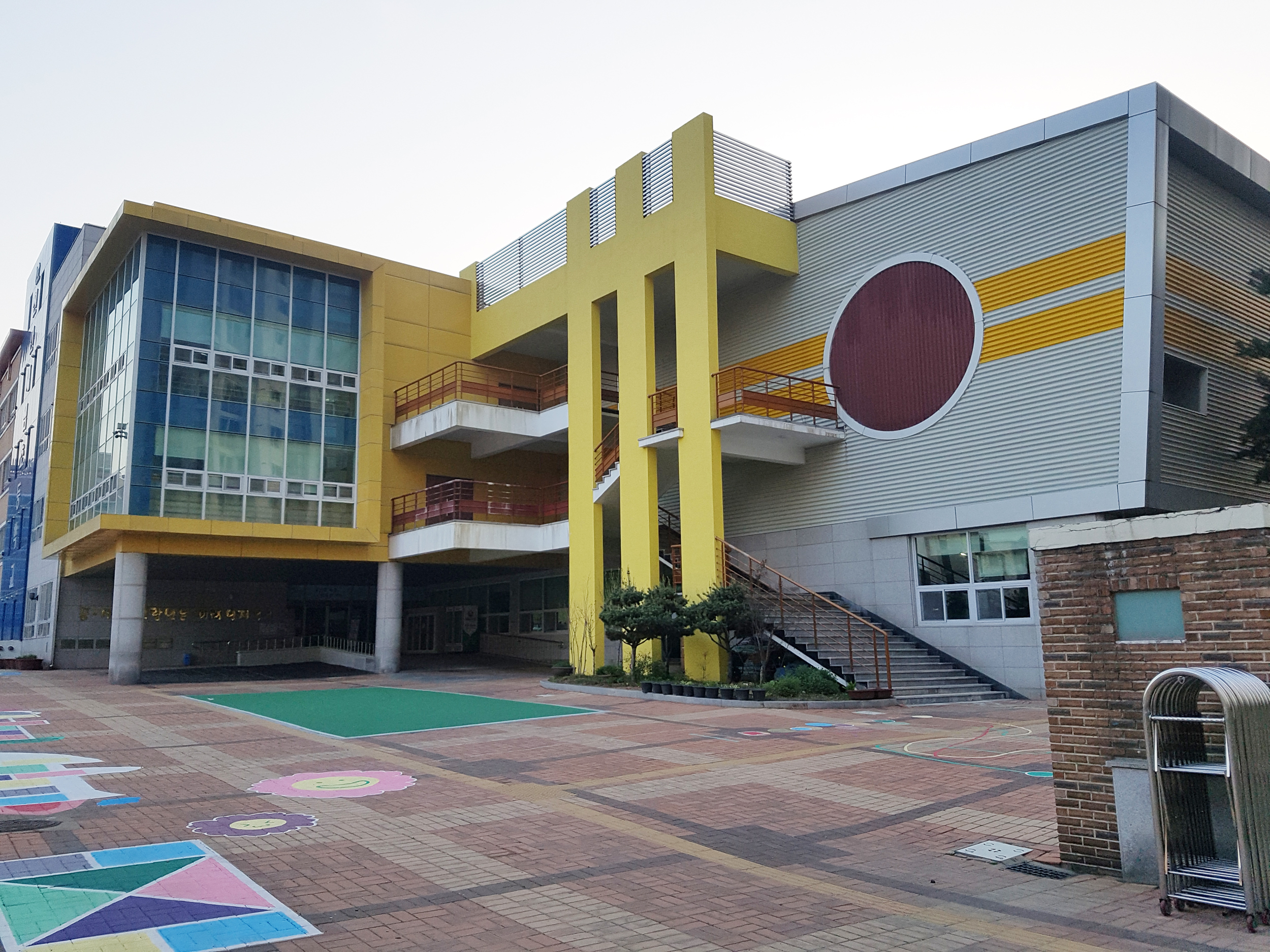
천안 새샘초등학교 새샘누리터(강당)

천안새샘초등학교는 대한민국 충청남도 천안시 동남구에 있는 공립 초등학교이다.

## 학교 연혁
- 2010년 3월 1일: 개교
- 2010년 3월 2일: 제1회 51명 입학
- 2014년 3월 1일: 27학급 편성, 병설유치원 1학급
- 2015년 2월 13일: 제5회 졸업
- 2016년 3월 1일: 39학급 편성, 병설유치원 1학급
- 2019년 1월 4일: 제9회 졸업

## 참고 자료
천안새샘초등학교 - 한국교육학술정보원 학교알리미